# TLC: Tables, Ladders and Chairs (2012)
Cet article concerne l'édition 2012 du pay-per-view TLC: Tables, Ladders and Chairs. Pour toutes les autres éditions, voir WWE TLC: Tables, Ladders & Chairs.
L'édition 2012 de TLC: Tables, Ladders and Chairs est une manifestation de catch professionnel télédiffusée et visible uniquement en paiement à la séance. L'événement, produit par la WWE, s'est déroulé le 16 décembre 2012 dans le Barclays Center à New York, aux États-Unis. Il s'agit de la quatrième édition de TLC: Tables, Ladders & Chairs, pay-per-view annuel qui, comme son nom l'indique, propose des matchs avec des tables, des échelles et des chaises. Le show sera le dernier pay-per-view de la WWE en 2012. Ryback est la vedette de l'affiche officielle (promotionnelle).
Trois matchs mettant en jeu les titres de la fédération ont été programmés. Chacun d'entre eux est déterminé par des storylines rédigées par les scénaristes de la WWE ; soit par des rivalités survenues avant le pay-per-view, soit par des matchs de qualification en cas de rencontre pour un championnat. L'événement a mis en vedette les catcheurs des divisions Raw et SmackDown, créées en 2002 lors de la séparation du personnel de la WWE en deux promotions distinctes.

## Contexte
Les spectacles de la WWE en paiement à la séance sont constitués de matchs aux résultats prédéterminés par les scénaristes de la WWE. Ces rencontres sont justifiées par des storylines — une rivalité avec un catcheur, la plupart du temps — ou par des qualifications survenues dans les émissions de la WWE telles que Raw, SmackDown et Main Event. Tous les catcheurs possèdent un gimmick, c'est-à-dire qu'ils incarnent un personnage gentil ou méchant, qui évolue au fil des rencontres. Un pay-per-view comme TLC: Tables, Ladders and Chairs est donc un événement tournant pour les différentes storylines en cours.

### Rivalité entre Sheamus et Big Show pour le World Heavyweight Championship
Lors de Hell in a Cell, Big Show bat Sheamus et remporte le World Heavyweight Championship. Le lendemain, un match est officialisé pour les Survivor Series. Lors de ce même PPV, Big Show conserve son titre malgré sa défaite par disqualification. Après le match, Sheamus l'attaque avec une chaise. La semaine suivante, un Chairs match est alors officialisé pour TLC.

### Rivalité entre Kofi Kingston et Wade Barrett pour le Intercontinental Championship
Lors du Raw du 19 novembre, Wade Barrett défait Kofi Kingston dans un match avec une stipulation lui permettant de devenir prétendant no 1 à l'Intercontinental Championship de Kingston en cas de victoire. Après la victoire de Barrett, un match entre ce dernier et le champion intercontinental est programmé pour TLC.

### Rivalité entreTeam Hell No& Ryback et The Shield
Lors de Hell in a Cell, CM Punk bat Ryback grâce à l'arbitre Brad Maddox qui, par un coup dans les parties intimes, empêche Ryback de porter son Shell Shocked sur Punk, alors que ce dernier effectue un roll-up pour conserver son titre. Lors du pay-per-view suivant, aux Survivor Series, Punk bat à nouveau Ryback et John Cena grâce à l'intervention de trois rookies rattachés à la NXT Wrestling : Seth Rollins, Dean Ambrose et Roman Reigns, fêtant par conséquent l'anniversaire qui dure depuis plus d'un an. Puis, lors du Raw du 26 novembre, Ryback demande une revanche contre CM Punk à TLC pour le WWE Championship. La Managing Supervisor de Raw Vickie Guerrero approuve la requête de Ryback et officialise pour TLC un Tables, Ladders & Chairs match pour le WWE Championship de CM Punk.
Mais lors du Raw du 3 décembre, la bataille finale se conclut par Ryback qui envoie CM Punk à travers une table. Le champion se blesse alors au genou et est envoyé d'urgence se faire opérer. Le 5 décembre, le TLC match est officiellement annulé et remplacé par un match à 6 : la Team Hell No et Ryback contre The Shield.

### Rivalité entre Dolph Ziggler et John Cena
Lors du RAW du 22 octobre, AJ Lee démissionne de son poste de general manager de RAW à la suite d'une réunion avec le conseil d'administration. AJ ajoute qu'elle fait cela pour éviter à une superstar de la WWE d'être renvoyé : la superstar en question est John Cena. Par ailleurs Vince McMahon annonce que Vickie Guerrero devient sa remplaçante. Au fil des semaines cette dernière révèle des preuves montrant qu'AJ et Cena ont une relation, avec photos, témoignages et enregistrements audio à l'appui. Pendant ces semaines, Vickie implique Dolph Ziggler à cette histoire étant donné qu'ils sont en couple. Une bagarre finit par éclater entre John Cena et Dolph Ziggler et un match a lieu entre les deux hommes, que John Cena gagne. Lors du Raw du 3 décembre après un tag team match entre John Cena/Sheamus et Dolph Ziggler/Big Show, Dolph Ziggler demande à Vickie Guerrero d'arranger un match entre lui et John Cena à TLC. Plus tard Vince McMahon demande à Vickie de rajouter une stipulation à leur match qui sera un Ladder match avec le Money in the Bank contract pour le titre de champion du monde poids-lourd de Dolph Ziggler en jeu, ce que Vickie accepte à contrecœur.

### Rivalité Antonio Cesaro et R-Truth pour le United States Championship
Lors des Survivor Series, Antonio Cesaro a battu R-Truth pour conserver son titre de champion des États-Unis mais lors du Smackdown qui suit R-truth le bat dans un non-title match . Après deux semaines de confrontation  Michael Cole annonce au WWE Main Event du 6 décembre 2012 que Antonio Cesaro remet son titre en jeu contre R-Truth pendant le match entre Kofi Kingston et Antonio Cesaro.

### Rivalité entre Eve Torres et Naomi pour le Divas Championship
Dans le pre-show de TLC, une bataille royale de divas spécial "Noël" a lieu pour déterminer la nouvelle aspirante no 1 au titre des Divas détenu par Eve Torres. Les participantes sont Layla, Kaitlyn, Aksana, Tamina Snuka, Natalya, Naomi, Cameron, Alicia Fox et Rosa Mendes. C'est Naomi qui remporte cette bataille royale, et obtient donc plus tard dans la soirée un match de championnat contre Eve Torres.

## Tableau des matchs
| #                                                                | Match | Stipulation                                                                                  | Durée |
| ---------------------------------------------------------------- | --- | -------------------------------------------------------------------------------------------- | ----- |
| Pré-show                                                         | Naomi bat Kaitlyn, Alicia Fox, Natalya, Tamina Snuka, Rosa Mendes, Aksana, Cameron et Layla                   | Santa's Little Helper Battle Royal pour déterminer la prétendante no 1 au Divas Championship | 5:25  |
| 1                                                                | Team Rhodes Scholars (Damien Sandow et Cody Rhodes) battent Rey Mysterio et Sin Cara                          | Tables match pour déterminer les prétendants no 1 au WWE Tag Team Championship               | 9:29  |
| 2                                                                | Antonio Cesaro (c) bat R-truth                                                                                | Match simple pour le WWE United States Championship                                          | 6:40  |
| 3                                                                | Kofi Kingston (c) bat Wade Barrett                                                                            | Match simple pour l'Intercontinental Championship                                            | 8:13  |
| 4                                                                | The Shield (Dean Ambrose, Roman Reigns et Seth Rollins) battent Team Hell No (Daniel Bryan et Kane) et Ryback | Tables, Ladders & Chairs match, avec tombé et soumission                                     | 22:44 |
| 5                                                                | Eve (c) bat Naomi                                                                                             | Match simple pour le Divas Championship                                                      | 2:58  |
| 6                                                                | Big Show (c) bat Sheamus                                                                                      | Chairs match pour le World Heavyweight Championship                                          | 14:17 |
| 7                                                                | The Miz, Alberto Del Rio et The Brooklyn Brawler battent 3MB (Heath Slater, Jinder Mahal et Drew McIntyre)    | 6-Man Tag Team match                                                                         | 3:23  |
| 8                                                                | Dolph Ziggler bat John Cena                                                                                   | Ladder match pour le contrat Money in the Bank du World Heavyweight Championship             | 23:16 |
| (c) désigne le(s) champion(s) défendant son titre dans le match. | |                                                                                              |       |

### Éliminations
Tableau des éliminations pour le match de pré-show Santa's Little Helper Battle Royal.
| 1           | Rosa Mendes | Natalya                 | 0:29  |       |       |
| 2           | Cameron     | Tamina                  | 1:25  |       |       |
| 3           | Alicia Fox  | Aksana                  | 1:34  |       |       |
| 4           | Aksana      | Layla                   | 2:04  |       |       |
| 5           | Layla       | Tamina                  | 3:14  |       |       |
| 6           | Natalya     | Naomi                   | 3:29  |       |       |
| 7           | Tamina      | Naomi                   | 4:22  |       |       |
| 8           | Kaitlyn     | Naomi (avec Eve Torres) | 5:23  |       |       |
| Vainqueur : | Naomi       | Naomi                   | Naomi | Naomi | Naomi |